# 七月都下帖
《七月都下帖》，為晉王羲之草書尺牘。材質為紙本，為二帖尺牘連接而成，前者尺寸縱27.7公分，橫25.8公分；後者尺寸縱27.9公分，橫25.2公分。現存唐代臨本，收藏於臺灣臺北國立故宮博物院。
此件名稱最早見於《淳化閣帖》，《宣和書譜》未見著錄，清代有收入《石渠寶笈續編》，並收入《三希堂法帖》。乾隆皇帝在此件前有題記稱：「龍跳天門。虎臥鳳閣。」並有另一御筆題記為:「墨蹟與鈎橅。品如形影分。千秋賞鑑家。聚訟徒紛紛。二帖名久羶。片羽真不真。貞觀暨紹興。小璽文如新。聊當面目觀。還輕耳食倫。乾隆御題。」

## 原文
〈七月帖〉：七月一日。羲之白。忽然秋月。但有感歎。信反。得去月七日書。知足下故羸疾問。觸暑遠涉。憂卿不可言。吾故羸乏力。不具。王羲之白。
〈都下帖〉：得都下九月書。見桓公當陽去月九日書。久當至洛。但運遲可憂耳。蔡公遂委篤。又加㿃下。日數十行。深可憂慮。得仁。（又另行四字存半不可辨）。

## 註腳
1. ↑  .   [2016-11-27]. （原始内容存档于2018-09-29）.
2. ↑  欽定淳化閣帖釋文 （页面存档备份，存于），卷四 晉人法帖
3. ↑  欽定淳化閣帖釋文 （页面存档备份，存于），卷四 晉人法帖
4. ↑  中國哲學書電子化計劃 欽定石渠寶笈續編 （页面存档备份，存于）`,目次二王羲之七月都下二帖真蹟一卷
。
5. ↑  國立故宮博物院 書畫典藏檢索系統 三希堂法帖 （页面存档备份，存于），清乾隆三希堂法帖(二)冊　晉王羲之七月都下二帖。
6. ↑  國立故宮博物院 書畫典藏檢索系統 （页面存档备份，存于），晉王羲之七月都下二帖 題跋印記。
7. ↑  國立故宮博物院 書畫典藏檢索系統 （页面存档备份，存于），晉王羲之七月都下二帖。

## 外部連結
國立故宮博物院 草書名品特展（页面存档备份，存于）